# Cromosoma 6

Cromátida del cromosoma 6.

El cromosoma 6 es uno de los 23 pares de cromosomas del cariotipo humano. La población posee, en condiciones normales, dos copias de este cromosoma, uno heredado de la madre y uno del padre durante la reproducción sexual. En la mayor parte de las células hay dos copias para cada cromosoma. El cromosoma 6 contiene 170 millones de pares de bases, (la secuencia final comprende 166.880.998 pares de bases, que representa el cromosoma más largo secuenciado hasta ahora)
(el material del que está formado el ADN) y representa entre el 5,5 y el 6 % del total del ADN en la célula. En él se encuentra el Complejo Mayor de Histocompatibilidad, que contiene alrededor de 100 genes y está relacionado con la respuesta inmune del organismo, que desempeña un papel fundamental en los trasplantes de órganos. La identificación de genes en cada uno de los cromosomas es obtenida por medio de diferentes métodos, lo que da lugar a pequeñas variaciones en el número de genes estimados en cada cromosoma, según el método utilizado. 

## Genes

### Número de genes
| Base de datos | Genes codificantes de proteínas | ADN no codificante | Pseudogenes | Fecha      | Ref.                |
| ------------- | ------------------------------- | ------------------ | ----------- | ---------- | ------------------- |
| CCDS          | 998                             | --                 | --          | 26/10/2022 | [ 2 ]               |
| HGNC          | 1 004                           | 570                | 812         | 11/04/2025 | [ 6 ]               |
| Ensembl       | 1 050                           | 1 296              | 833         | 13/05/2024 | [ 7 ]               |
| UniProt       | 1 031                           | --                 | --          | 05/02/2025 | [ 8 ]               |
| NCBI          | 1 044                           | 1 054              | 938         | 23/08/2024 | [ 9 ] [ 10 ] [ 11 ] |

Los siguientes son algunos genes localizados en el cromosoma 6:

### Brazo corto (p)
- MOG Mielina oligodendrocito glicoproteína (6p22.1)
- PRL: Prolactina brazo corto p, banda 22.2-p21.3[12]
- VEGF: vascular endothelial growth factor A (angiogenic growth factor) brazo corto p, banda 12

- TRIM27 : Proteína 27 conteniendo motivo tripartito. Tripartite motif-containing protein 27, RFP (RING Finger Protein 76 en inglés). (6p22.1)

### Brazo largo (q)
- BCKDHB: rama de la cadena ceto ácida deshidrogenasa e E1, beta polipeptido (enfermedad de la orina de jarabe de arce)

- CGA: Cadena Alfa de hormonas  Gonadotropinas glucoproteicas (GLHA), brazo q, banda 14.3[13]
- COL11A2: "cola de ódena^"[(citocromo)], tipo XI, alpha 2
- CYP21A2: citocromo P450, familia 21, subfamilia A, polipeptido 2
- DSP: Desgen asociado a cardiomiopatía

- HFE: hemocromatosis
- HLA-A, HLA-B, HLA-C:  Complejo Mayor de Histocompatibilidad (MHC), clases I, A, B, y C loci.
- LHB: Luteotropina Subunidad alfa, brazo q, banda 12.21[14]
- MUT: methylmalonyl Coenzyme A mutase
- MYO6: Miosina VI
- PARK2: Parkinson disease (autosomal recessive, juvenile) 2, parkin
- PKHD1: polycystic kidney and hepatic disease 1 (autosomal recessive)

- SEC63 Homólogo de la proteína de translocación SEC63 (6q21)

- TNXB: tenascin XB

- IGF2R: insulin-like growth factor 2 receptor

## Enfermedades y alteraciones
Las siguientes enfremedades son algunas relacionadas con el cromosoma 6:
- Espondilitis anquilopoyetica , HLA-B
- Colagenopatías tipo II y XI
- Enfermedad celiaca
- Hemocromatosis
- Enfermedad de jarabe de arce
- Acidemia metilmalónica
- Síndrome de Ehlers-Danlos
- Porfiria
- Síndrome de Carpenter